# Dort

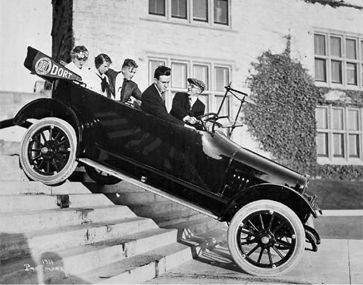
Publiciteitsfoto uit 1918 om de sterkte van een Dort te illustreren.

Dort was een Amerikaans automerk, gemaakt door de Dort Motor Car Company uit Flint (Michigan) tussen 1915 en 1924.

## Geschiedenis
In 1884 richtten William Durant en Josiah Dallas Dort in Flint de Flint Road Cart Company op, die wagens voor personenvervoer van plaatselijke wagenmakers verkocht en ze zelf later ging bouwen. In 1900 veranderde de firma haar naam in de Durant-Dort Carriage Company.
Dort stond samen met Durant aan de wieg van General Motors. In 1912 was Dort directeur en vicevoorzitter van Chevrolet, maar hij verliet die functies in 1913 en in 1915 ontbonden hij en Durant hun zakelijke betrekkingen. De wagenfabriek werd opgedoekt en Dort stichtte de Dort Motor Car Company. Tot 1924 bouwde die meer dan 107.000 auto's. Het beste jaar was 1920, toen ze meer dan 30.000 voertuigen bouwde. Tegen 1924 was de firma vanwege de stijgende ontwikkelings- en distributiekosten echter niet meer concurrentieel. Dort stierf op 17 mei 1925.

## Modellen
| Model | Bouwjaren | Cilinders | Vermogen           | Wielbasis |
| ----- | --------- | --------- | ------------------ | --------- |
| Four  | 1915–1919 | 4 in lijn | 16,9 bhp (12,4 kW) | 2.667 mm  |
| Four  | 1920      | 4 in lijn | 30 bhp (22 kW)     | 2.680 mm  |
| Four  | 1921–1922 | 4 in lijn | 30 bhp (22 kW)     | 2.743 mm  |
| Four  | 1923      | 4 in lijn | 32 bhp (23,5 kW)   | 2.743 mm  |
| Six   | 1923–1924 | 6 in lijn | 45 bhp (33 kW)     | 2.921 mm  |